# Siège de Xerigordon
 (avril 2017).
Améliorez-le ou discutez des points à vérifier. 
Croisade populaire
Batailles
- Xerigordon
- Civetot
- Nicée
- Dorylée
- Antioche
- Ma'arra
- Jérusalem
- Ascalon

Le Siège de Xerigordon est mené en 1096 par une croisade populaire contre Kılıç Arslan Ier. Les croisés capturent le fort turc de Xerigordon, à environ quatre jours de marche de l'actuelle ville de İznik, alors Nicée en Turquie actuelle, dans une tentative de mise en place d'un avant-poste de pillage. Elchanes arrive trois jours plus tard et assiège les croisés. Après huit jours de siège, les attaquants n'ont plus ni eau, ni nourriture, et sont capturés et la plupart exécutés, à l'exception de ceux qui acceptent de se convertir.

## Contexte
Les croisés arrivent en Asie mineure, le 6 août 1096 et campent à Hélénopolis (Civetot / Civetote) au nord-ouest de Nicée, alors capitale du Sultanat de Roum. Le jeune sultan, Kılıç Arslan Ier, se trouvait engagé dans une campagne contre les Danichmendides. En attendant l'arrivée du reste des croisés, les membres de la Croisade populaire ont commencé à attaquer les villages environnant Nicée. Les pillards sont revenus plusieurs fois, sans entrave, avec leur butin. Ils ont même attaqué la garnison de Nicée qui essayait de les arrêter. Reinald conduit 6 000 Allemands (Lombards et Alémanis), dont 200 chevaliers, sur des raids similaires. Reinald était insatisfait des résultats de pillage de Nicée, est allé plus loin vers Xerigordon, une forteresse située à quatre jours de marche à l'est, pour constituer une base de pillage. Le 18 septembre 1096, Reinald défait facilement la garnison de Xerigordon. Kılıç Arslan ordonne à Elchanes, son général, de s'occuper des croisés, avec ses troupes, principalement formées de cavaliers[réf. nécessaire].

## Épilogue
Kılıç Arslan est ensuite devenu plus confiant en ses troupes, peu après, il a envoyé son armée combattre la croisade populaire à la bataille de Civetot en route vers Nicée[réf. nécessaire].